# 吉备真备
吉备真备（日语：／ Kibi no Makibi，695年—775年11月3日），日本奈良时代的学者、政治家（公卿），曾任兩次遣唐使，官至正二位右大臣，明治時期被追贈為勲二等。

## 簡介
717年（养老元年），作为遣唐留学生到中国，学儒学、律令、礼仪等。735年（天平七年）归国，携回并献上《唐礼》13卷和历书、兵书、音乐书、武器、乐器、测量器具等。任大学助、东官学士，为阿倍皇子（孝谦天皇）讲授《礼记》、《汉书》等。藤原仲麻吕得势时，被挤至地方任职。752年（天平胜宝四年），又以遣唐副使与藤原清河（正使）等来到中国，754年，归国，任大宰大贰。藤原仲麻吕失势后，在称德朝升右大臣，发挥才略，支持道镜。称德天皇死後，光仁天皇即位，于771年（宝龟二年）退隐。著有《私教类聚》50卷。
為紀念吉備真備，井原鐵道的井原線在他的故鄉、岡山县吉備郡真備町的箭田設有同名車站。

## 傳說
吉备真备在学业上的特点是广博。在他逝世时，《续日本纪》评价他说，“留学受业，研览经史，该涉众艺”。他在唐时，无所不学，因面对于三史、五经、名刑、算术、历道、天文、汉音、书法、音乐、秘术、杂占等具有百科全书式的知识。由于他的多才多艺给人印象极深，以至于后来演义出许多民間故事。如《扶桑略记》中说，因为他才智过人，唐朝廷十分爱惜，多方挽留不许回国。真备于是秘“封”日月，致使十日之内，天下时展“怪动”。唐人占卜，才知是日本国留学生因不能回国，以秘术“封”了日月。于是唐國皇帝特下诏，准予回国。《江谈抄》的故事是真備初到唐國時，受到唐國人各種為難，而他在阿倍仲麻吕鬼魂的帮助下，一夜弄通了《文选》，一夜学会了围棋，等等。这些事迹后来还被吉田兼好、土佐光长编绘为《吉备大臣入唐记绘词》然此則故事顯係偽作，阿倍介麻呂與吉備真備同年抵唐，且死於西元770年，未死之人如何魂授？

## 關聯項目
- 大佛开眼